# United States Board on Geographic Names
L'United States Board on Geographic Names (BGN), en français, Bureau des États-Unis pour le nommage géographique, est un organisme du gouvernement fédéral des États-Unis dont le but est d'établir et de maintenir un usage uniforme des noms géographiques dépendant de l'autorité du gouvernement américain.
Le bureau a été créé en 1890, sa forme actuelle date d'une loi de 1947. Dépendant du département américain de l'Intérieur, de l'Institut d'études géologiques des États-Unis et du National Mapping Division, le BGN fut créé par un ordre présidentiel :
Le Président Benjamin Harrison a signé un ordre d'application le 4 septembre 1890, créant l'United States Board on Geographic Names. Le bureau a autorité pour résoudre toutes les questions non résolues concernant les noms géographiques. Les décisions du Bureau sont reconnues par tous les départements et agences du gouvernement fédéral comme étant contraignantes.
Le bureau a développé des principes, des politiques et des procédures pour l'usage aussi bien des noms géographiques nationaux que des noms étrangers. Il est aussi responsable de la toponymie sous-marine et de l'Antarctique (Advisory Committee on Antarctic Names).

## Sources
- U.S. Department of the Interior, Institut d'études géologiques des États-Unis, National Mapping Division, Digital Gazeteer: Users Manual, (Reston, Virginia: Institut d'études géologiques des États-Unis, 1994).
- Report: "Countries, Dependencies, Areas Of Special Sovereignty, And Their Principal Administrative Divisions," Federal Information Processing Standards, FIPS 10-4.
- Report: "Principles, Policies, and Procedures: Domestic Geographic Names," U.S. Board of Geographic Names, 1997.
- U.S. Postal Service Publication 28, novembre 2000.